# П'єр де Монтеск'ю д'Артаньян
П'єр де Монтеск'ю д'Артаньян (фр. Pierre de Montesquiou d'Artagnan; 1640 — 12 серпня 1725) — військовий та державний діяч Французького королівства, граф, маршал Франції.

## Життєпис
Походив зі знатного гасконського роду Монтеск'ю. Четвертий син Генріха I де Монтеск'ю, сеньйора Артаньяна, та Жанни (доньки маршала Жана де Гассіона). Народився у 1640 році. 1655 року разом з батьком опинився при королівському дворі. 1660 року стає пажем кардинала Мазаріні. 1661 року стає пажем короля Людовика XIV. У 1664 році поступив до роти королівських мушкетерів, в якій служив до 1688 року. 1666 року переведено до першої роти мушкетерів (так званих великих мушкетерів). 1668 року увійшов до французької гвардії.
1672 року отримує звання 2-го лейтенанта французької гвардії. 1673 року отримує звання су-лейтенанта, а 1674 року майора-помічника. Того ж року брав участь у битві біля Сенефе. 1676 року отримує звання майора, а 1678 року — очолив роту французької гвардії.
1688 року призначено бригадиром. Брав участь у війні Аугсбурзької ліги. 1691 року стає табірним маршалом (на кшталт генерал-майора). 1693 року відзначився у битві при Еєвенді. 1696 року отримав звання генерал-лейтенанта. Того ж року призначено губернатором міста Арраса, потім провінції Артуа.
1698 року залишив королівську гвардію. Натомість король надав йому значну пенсію. 1699 року купив замок Плесі-Піке. Того ж року переведено до Фландрської армії.
З початком Війни за іспанську спадщину 1700 року перебував під орудою Людовика, герцога Бургундського. 1702 року отримав наказ зайняти Намюр. 1706 року відзначився у битві при Рамільї, а 1708 року — в битві під Ауденардом. 1709 року зайняв форт Руге під Гентом, а потім фортецю Понт-а-Марк. Згодом керував правим флангом у битві під Мальплаком. Тут під ним було вбито 3 коня, а сам він отримав поранення, прте зумів зберегти свій фланг від поразки. Потім допомагав маршалові Луї-Франсуа де Буфлеру організувати відступ французької армії. За це отримав звання маршала. Також король відшкодував усі борги Монтеск'ю.
Протягом зими 1710 року обороняв кордон з Іспанськими Нідерландами. 1711 року діяв разом з Вілларом у Фландрії. Опікувався обороною узбережжя річки Шельда, знищивши там греблі, завадивши тим самим супротивникові перейти її. 1712 року відзначився у битві під Дененом, а потім при облогах Марш'єнну й Дуе. 1713 року брав участь в облогах Ле-Кенуа і Бушен.
1716 року призначено губернатором Бретані (перебував на посаді до 1720 року). 1717 року увійшов до регентської ради. Того ж року призначено губернатором Лангедоку, Провансу й Севенів. 1723 року захворів. Помер 1725 року.

## Родина
1. Дружина — Жанна Пасделуп
дітей не було
2. Дружина — Єлизавета, донька сеньйора Філіппа Л'Ерміта Л'Єрвіля
Діти:
- Людовик (1701—1717), полковник піхоти
- Катерина (1702—1704)